# Chrysoula Zacharopoulou
Chrysoula Zacharopoulou, gr. Χρυσούλα Ζαχαροπούλου, trb. Chrisula Zacharopulu (ur. 7 maja 1976 w Sparcie) – francuska i grecka lekarka i polityk, deputowana do Parlamentu Europejskiego IX kadencji.

## Życiorys
Urodziła się w Grecji. Ukończyła studia medyczne, kształciła się na Uniwersytecie Rzymskim „La Sapienza”. Specjalizowała się w chirurgii i ginekologii, doktoryzowała się na podstawie pracy poświęconej endometriozie. Uzyskała magisterium z zakresu zarządzania i polityki zdrowotnej w Instytucie Nauk Politycznych w Paryżu, a także odbyła staż z chirurgii małoinwazyjnej i robotowej w IRCAD na Université Strasbourg-I. Od 2007 zawodowo związana z Francją. Zajęła się w szczególności badaniami nad endometriozą, specjalizując się w leczeniu tej choroby. Pracowała w szpitalu uniwersyteckim w Strasburgu, później została lekarką w szpitalu wojskowym Hôpital d'instruction des armées Bégin w Saint-Mandé pod Paryżem. Organizatorka kampanii informacyjnych, a także współzałożycielka, wraz z Julie Gayet, i prezes powołanego w 2015 stowarzyszenia Info-Endométriose.
W wyborach w 2019 z listy zorganizowanej wokół prezydenckiego ugrupowania LREM uzyskała mandat posłanki do Europarlamentu IX kadencji. W maju 2022 we francuskim rządzie kierowanym przez Élisabeth Borne została sekretarzem stanu (przy ministrze do spraw Europy i spraw zagranicznych); powierzono jej sprawy rozwoju, Frankofonii i porozumień międzynarodowych. Pozostała na tej funkcji także po rekonstrukcji z lipca 2022. Zakończyła urzędowanie w styczniu 2024  wraz z całym gabinetem w styczniu 2024. Powróciła na stanowisko sekretarza stanu w lutym tego samego roku, dołączając wówczas do rządu Gabriela Attala (powierzono jej ponownie sprawy rozwoju oraz i porozumień międzynarodowych). Funkcję tę pełniła do września 2024.

## Odznaczenia
Odznaczona Orderem Narodowym Zasługi V klasy (2016).